# ヘルマン・ゲセリウス
ヘルマン・エルネスト・ヘンリク・ゲセリウス（芬: Herman Ernst Henrik Gesellius, 1874年1月16日ヘルシンキ – 1916年3月24日キルッコヌンミ）は、フィンランドの建築家。

## 経歴
ヘルシンキ工科大学（1897年卒業）に在学中の1896年、同窓のアルマス・リンドグレン、エリエル・サーリネンと共にゲセッリウス・リンドグレン・サーリネン設計事務所を設立した。
自身の名前で手がけた作品ではヘルシンキのウニオイン通り30番に立つ商業ビルWuorio館（芬: Wuorion Talo）が最も有名である。1908年から1909年にかけてゲセリウスが進めた設計を仕上げたのはリンドグレンで（1913年から1914年）、Felix Nylundの彫刻で装飾された。
結核性疾患の症状が重くなり、1912年に仕事から手を引いている。1916年没。

## リンドグレンとサーリネンとの共作
- タルベール邸、ヘルシンキ（1897年–1898年）
- 1900年パリ万博フィンランド館、パリ。
- Pohjola保険本社ビル（英語版）、ヘルシンキ（1900年–1901年）
- 「医師の家（英語版）」（現・アグロノミ館）、ヘルシンキ（1900年–1901年）
- 建築家たちの自邸兼アトリエ「Hvitträsk」、キルッコヌンミ（1901年–1904年）
- フィンランド国立博物館、ヘルシンキ（1905年–1910年）
- 木工所の従業員厚生施設、タリン（1904年–1905年）
- 旧ヴィボール駅（英語版）（1904年–1913年）、サーリネンと共作

## 主な著作
- Gesellius, Herman; Saarinen, Eliel; Keystone Press Agency (0000 u) (English). Helsinki Railway Station. New York, N.Y.: Keystone Press Agency. OCLC 868333042
- Gesellius, Lindgren, Saarinen; Gesellius, Herman; Lindgren, Armas; Saarinen, Eliel (1902) (English). Helsinki National Museum: Helsinki, Finland ;. OCLC 703758955
- Gesellius, Lindgren, Saarinen; Gesellius, Herman; Lindgren, Armas; Saarinen, Eliel (1902) (English). Helsinki National Museum: Helsinki, Finland ;. OCLC 703757834
- Gesellius, Lindgren, Saarinen; Gesellius, Herman; Lindgren, Armas; Saarinen, Eliel; Gallen-Kallela, Akseli (1902) (English). Helsinki National Museum: Helsinki, Finland ;. OCLC 703759602
- Gesellius, Lindgren, Saarinen; Gesellius, Herman; Lindgren, Armas; Saarinen, Eliel (1902) (English). Helsinki National Museum: Helsinki, Finland ;. OCLC 703758941
- Gesellius and Saarinen; Gesellius, Herman; Saarinen, Eliel (1902) (English). Helsinki Railroad Station: Helsinki, Finland ;. OCLC 703812363

## 関連資料
- Tinniswood, Adrian (1999) (English). The arts & crafts house. New York: Watson-Guptill Publications. OCLC 691232691
- Photoessay. (2009). OCLC 7982147243.
- Champion, Erik (2018) (English). Organic Design in Twentieth-Century Nordic Architecture. Milton: Routledge. ISBN 978-1-351-84931-9. OCLC 1089010842

## ギャラリー

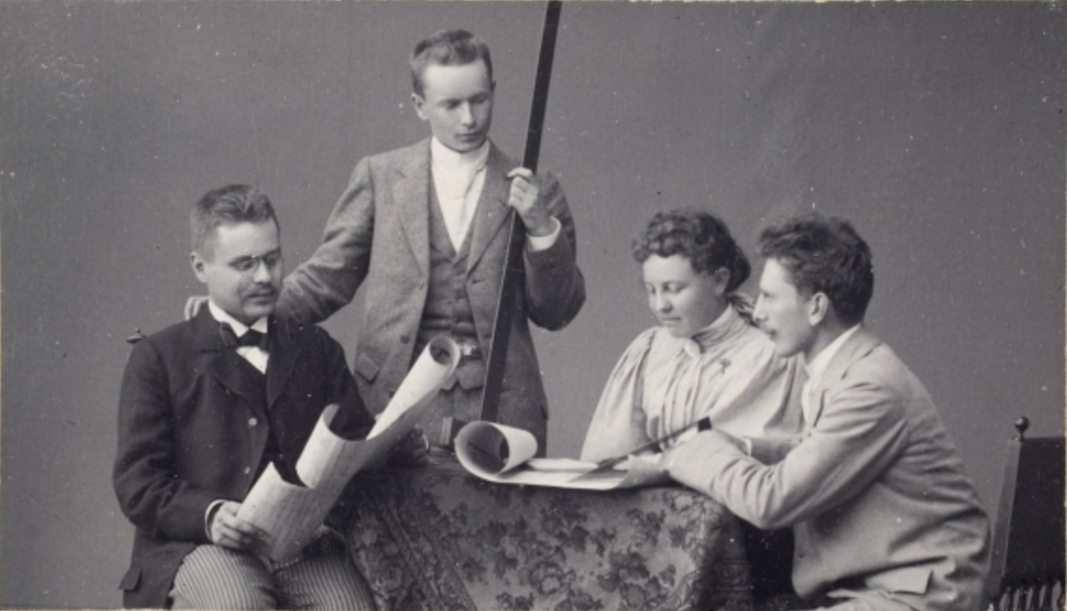
向かって左からアルマス・リンドグレン、エリエル・サーリネン、アルベルティーナ・オストマン、H・ゲセリウス本人（1890年代後半）
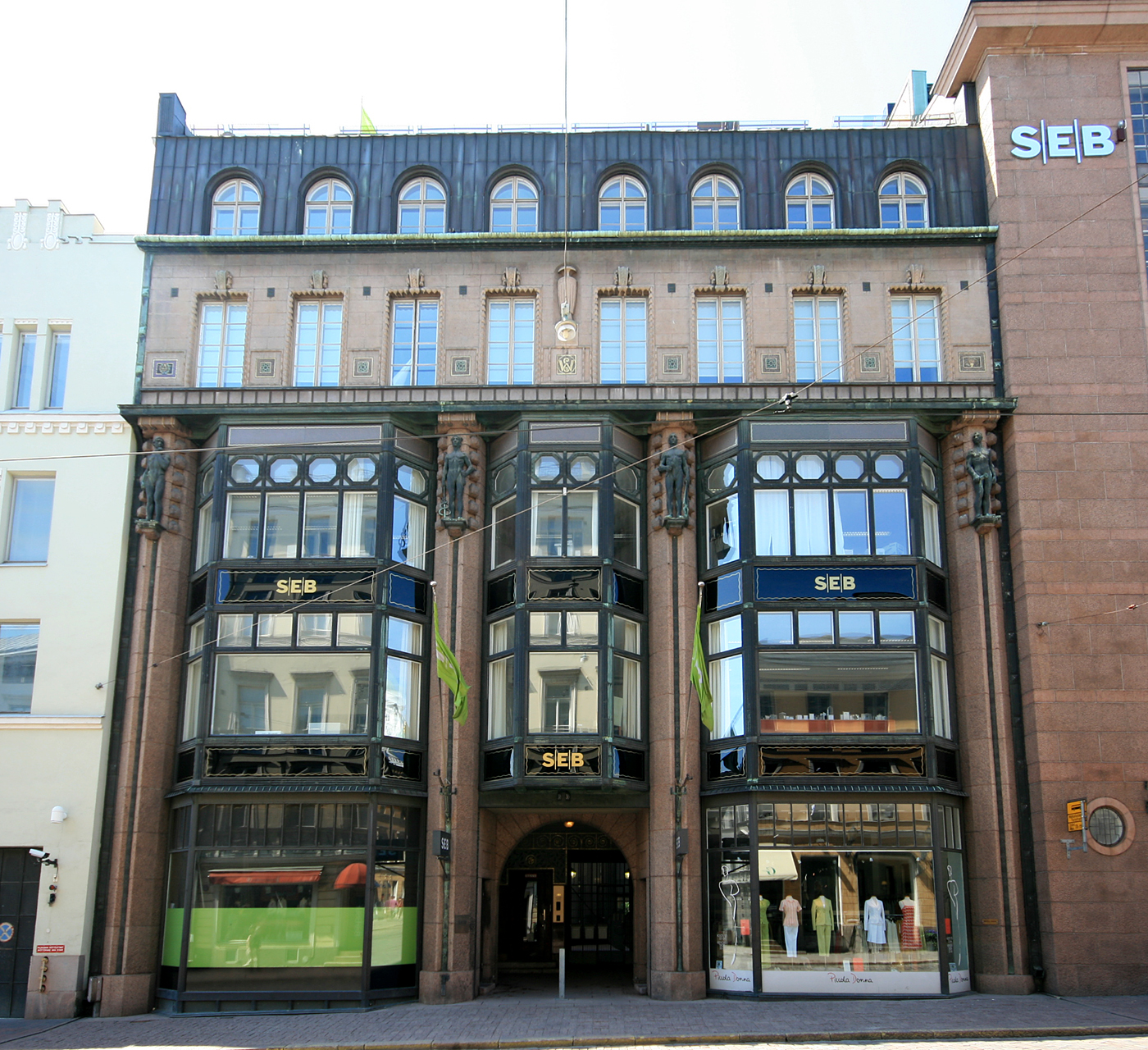
ヘルシンキ市内のWuorio館。ウニオン通り30番に今もあり、雑貨店ほかが入居。